# La Folle Parade
« Alexander's Ragtime Band » redirige ici. Pour la chanson, voir Alexander's Ragtime Band (chanson).
Pour plus de détails, voir Fiche technique et Distribution.
La Folle Parade (titre original : Alexander's Ragtime Band)  est un film musical américain de Henry King qui est sorti en 1938

## Synopsis
En 1915 à San Francisco, Roger Grant scandalise la bonne société dont il est issu en souhaitant poursuivre la musique populaire plutôt que la musique sérieuse.

## Fiche technique
- Titre français:  La folle parade
- Titre original : Alexander's Ragtime Band
- Réalisateur : Henry King, assisté de Robert D. Webb
- Production : Harry Joe Brown
- Directeur de production : Darryl F. Zanuck
- Société de production : Twentieth Century Fox
- Scénario : Kathryn Scola et Lamar Trotti d'après une histoire de Irving Berlin
- Adaptation : Richard Sherman
- Directeur de la photographie : J. Peverell Marley
- Montage : Barbara McLean
- Direction musicale : Alfred Newman
- Musique : Irving Berlin
- Chorégraphie : Seymour Felix
- Direction artistique : Bernard Herzbrun et Boris Leven
- Decors : Thomas Little
- Costumes : Gwen Wakeling et Sam Benson
- Pays d'origine : États-Unis
- Format : Noir et Blanc - Son : Mono (RCA High Fidelity Recording)
- Durée : 106 minutes
- Genre : Musical
- Date de sortie : 16 août 1938 (USA)
- Affiche : Joseph Koutachy (France)

## Distribution
- Tyrone Power (VF : René Dary) : Roger Grant, dit "Alexander"
- Alice Faye (VF : Régine Dancourt) : Stella Kirby
- Don Ameche (VF : Jean Davy) : Charlie Dwyer
- Ethel Merman : Jerry Allen
- Jack Haley : Davey Lane
- Jean Hersholt : Professeur Heinrich
- Helen Westley : Tante Sophie
- John Carradine : Le chauffeur de taxi
- Paul Hurst : Bill
- Wally Vernon : Lui-même
- Joseph Crehan : Le régisseur
- Charles Coleman : Le maître d'hôtel

Acteurs non crédités
- Sam Ash : Second critique
- Lynne Berkeley : Chercheur d'autographes
- Tyler Brooke : Assistant
- A.S. 'Pop' Byron : Conducteur du train
- Lon Chaney Jr. : Photographe
- Joe Cunningham : Reporter
- Ken Darby
- Dorothy Dearing : Fille au récital
- Jon Dodson
- Ralph Dunn : Capitaine
- Helen Ericson : Fille au récital
- James Flavin : Capitaine
- Robert Lowery : Reporter
- Alberto Morin : Le propriétaire du restaurant
- Harold Goodwin : Un militaire à la parade de l'Armée

## Galerie

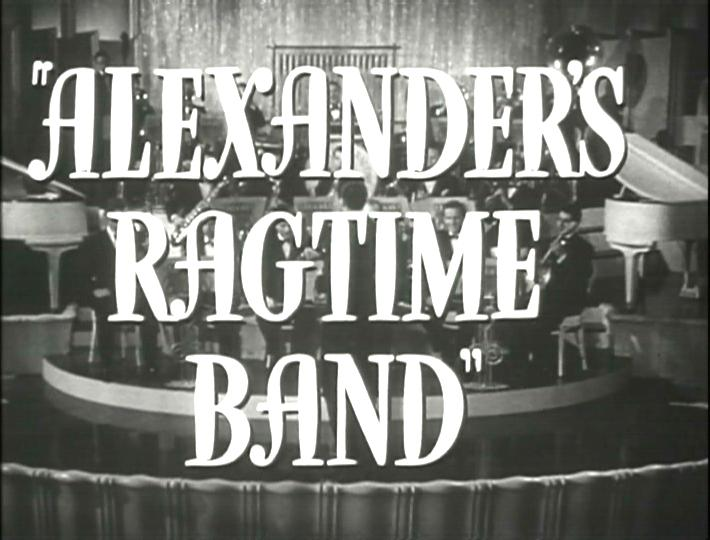
Alexanders ragtime band
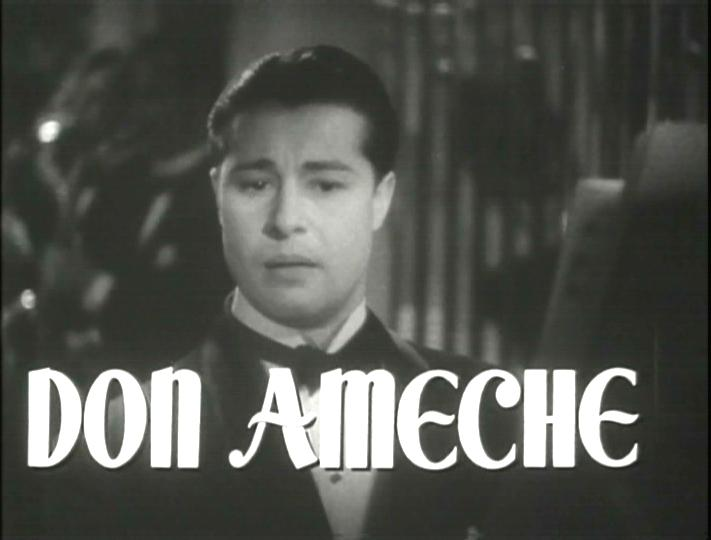
Don ameche
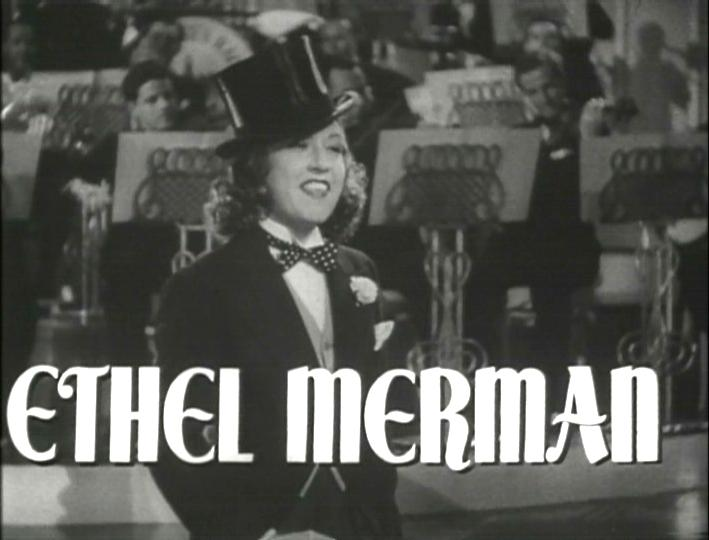
Ethel merman
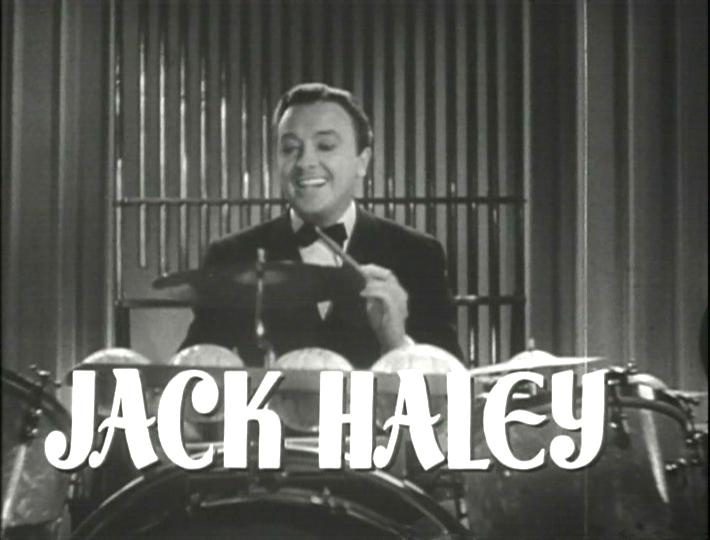
Jack haley
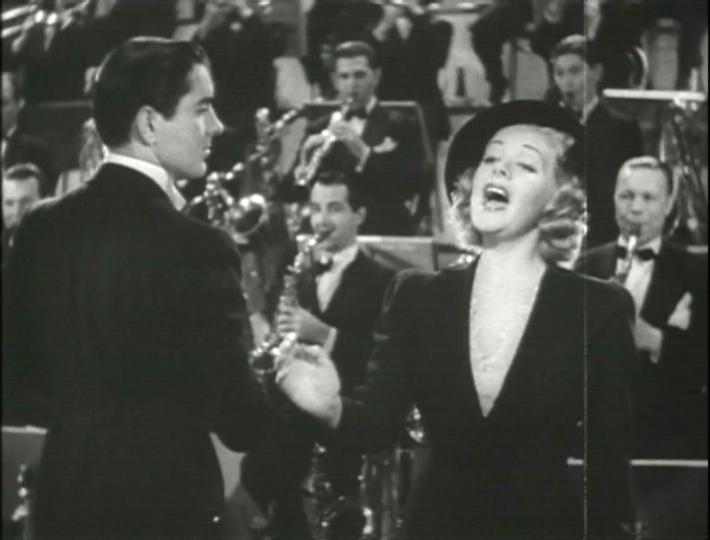
Tyrone Power et Alice Faye
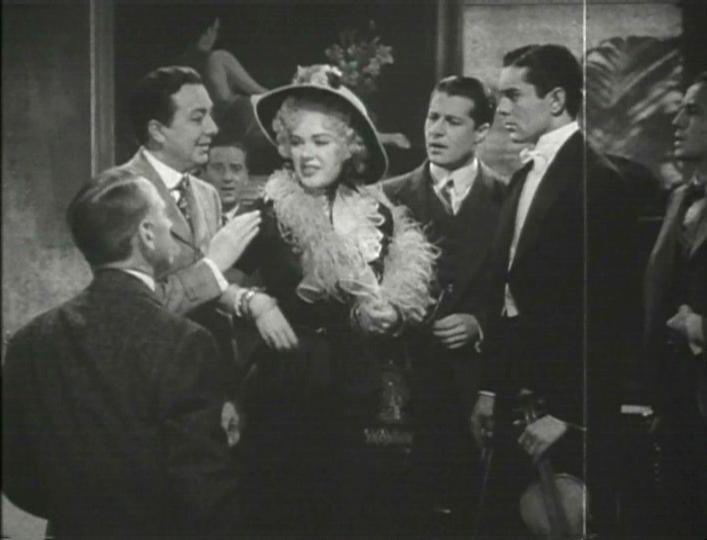
Alice Faye, Don Ameche, et Tyrone Power
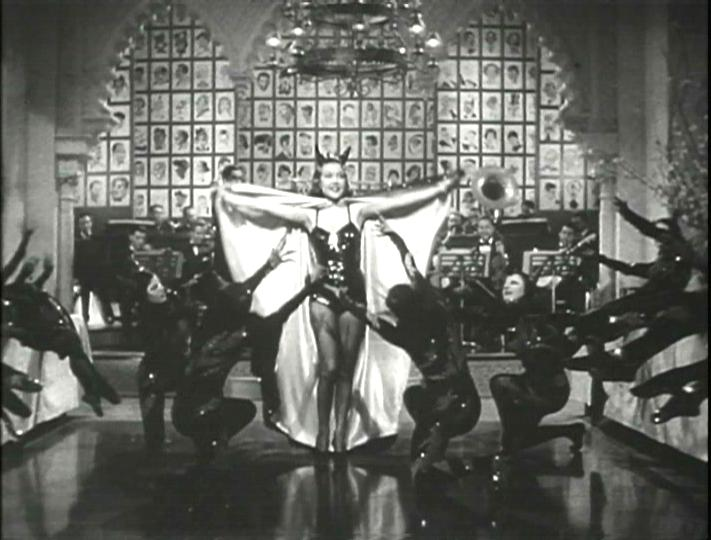
Ethel Merman
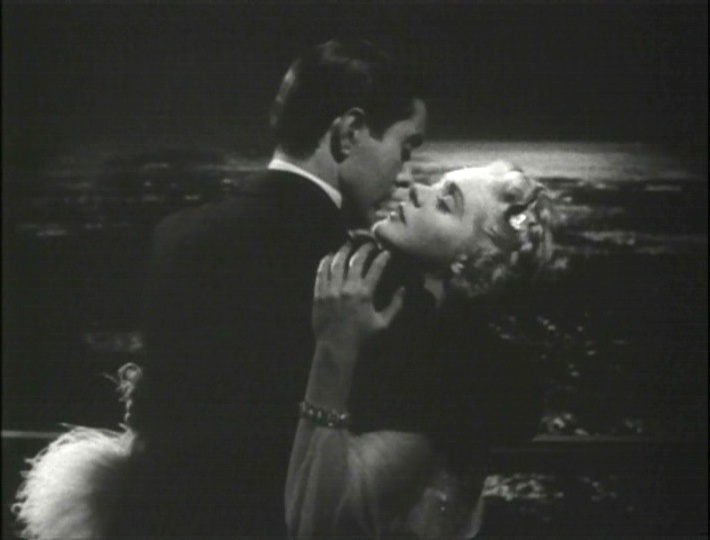
Tyrone Power et Alice Faye